# Tom Kim
Tom Kim (hangŭl:김주형; Seoul, 21 giugno 2002) è un golfista sudcoreano.

## Biografia
Kim è nato a Seoul ed anche suo padre, Kim Chang-ik, era un golfista professionista.

## Vita privata
È apparso nel documentario sportivo Full Swing, uscito sulla piattaforma di streaming Netflix il 15 febbraio 2023.

## Carriera
Dopo aver riportato diversi successi nell'Asian Tour, nell'edizione 2022 dell'Open Championship si è classificato al 47º posto ed ha ottenuto la convocazione temporanea per la stagione 2021-2022 del PGA Tour.
Il 7 agosto 2022 ha conquistato la prima vittoria in un torneo PGA vincendo il Wyndham Championship con 20 colpi sotto il par e cinque di vantaggio sui rivali.
Durante la stagione 2022-2023, ha vinto altri due circuiti PGA ed entrambe le vittorie sono state riportate allo Shriners Children's Open, divendo il secondo golfista in assoluto, dopo Byron Nelson, ad aver vinto due volte consecutivamente lo stesso torneo nell'arco di una stagione.

## Vittorie professionali (3)

### PGA Tour vittorie (3)
| Nr. | Data            | Torneo                       | Punteggio         | Al par | Margine | Secondo classificato             |
| --- | --------------- | ---------------------------- | ----------------- | ------ | ------- | -------------------------------- |
| 1   | 7 agosto 2022   | Wyndham Championship         | (67-64-68-61=260) | -20    | 5 colpi | John Huh, Im Sung-jae            |
| 2   | 9 ottobre 2022  | Shriners Children's Open     | (65-67-62-66=260) | -24    | 3 colpi | Patrick Cantlay, Matthew NeSmith |
| 3   | 15 ottobre 2023 | Shriners Children's Open (2) | (68-68-62-66=264) | -20    | 1 colpo | Adam Hadwin                      |

Record negli spareggi (playoff) del PGA Tour (0-1)
| Nr. | Anno | Torneo                 | Avversario        | Risultato                               |
| --- | ---- | ---------------------- | ----------------- | --------------------------------------- |
| 1   | 2024 | Travelers Championship | Scottie Scheffler | Perde con un par alla prima extra buca. |